# Matthew Dunlap

Matthew Dunlap (2012)

Matthew Dunlap (* 26. November 1964 in Bar Harbor, Maine) ist ein US-amerikanischer Koch und Politiker, der von 2005 bis 2010 der 47. Secretary of State von Maine war und diese Funktion in der Staatsregierung von 2013 bis 2021 als 49. Amtsinhaber erneut ausübte. Anschließend wechselte er auf den Posten des Maine State Auditor.

## Leben
Matthew Dunlap wurde in Bar Harbor, Maine geboren. Er besuchte die Mount Desert Island High School, anschließend studierte er an der University of Maine und erwarb dort im Jahr 1987 den Bachelor in Geschichte und im Jahr 1994 den Master in Englischer Literatur. Die John F. Kennedy School of Government an der Harvard University schloss er im Jahr 2000 mit einem Zertifikat für Staatliche und Lokale Verwaltung ab.
Dunlap ist Mitglied der Demokratischen Partei. Von 1996 bis 2004 war er Abgeordneter im Repräsentantenhaus von Maine und von 2004 bis 2010 Secretary of State. Erneut wurde er 2013 in dieses Amt gewählt.
Er war Mitglied und auch Vorsitzender verschiedener Ausschüsse auf lokaler und staatlicher Ebene. Von 2000 bis 2001 Vorsitzender des Citizen's Advisory Commission to Secure Future of Maine's Fish and Wildlife, im Jahr 2002 gehört er der Legislative Apportionment Commission an,  von 1999 bis 2003 Vorsitzender des Marsh Island Community Deer Committee, im Jahr 2005 Mitglied im  Negotiated Rulemaking Commission to Make Recommendations for Minimum Standards for State-Issued Driver Licenses and ID Cards, 2006 Vorsitzender der Cultural Building Task Force, von 2006 bis 2007 Vorsitzender des Maine State Employees Combined Charitable Appeal, 2008 gehörte er der Working Group to Study State Residency Requirements an, von 2009 bis 2010 der Permanent Commission of the Status of Women, 2010 der Domestic Violence Working Group, von 2010 bis 2011 der Keeping Maine's Forests Working Group, zudem ist er Vorsitzender des Old Town Democratic City Committee und Mitglied des National Electronic Commerce Coordinating Council.
Er übte die unterschiedlichsten Berufe aus, gehörte der National Poetry Foundation an, arbeitete in mehreren Restaurants als Koch, Kellner, Barkeeper und Bar-Manager, Radio-Show-Host, war Autor für die Northern Lights Publishing, von 1989 bis 1995 arbeitete er als Koch an der University of Maine, Korrektor beim University of Maine Printing Services von 1994 bis 2004, Executive Director des Sportsman’s Alliance of Maine im Jahr 2011, gehörte dem Editorial Board des Journal of Mind and Behavior an und war Trapper und Textilarbeiter.
Im Jahr 2012 strebte er eine Kandidatur zum Senat der Vereinigten Staaten an. In der Vorwahl unterlag er Cynthia Dill, die bei der Senatswahl Angus King unterlag. 2020 wurde er zum neuen State Auditor von Maine gew#hlt.
Matthew Dunlap ist verheiratet und hat eine Tochter.